# Uddo Lechard Ullman
Uddo Lechard Ullman, född 1 maj 1837, död 2 januari 1930 i Uppsala, var biskop i Strängnäs stift 1889–1927 och ledamot av 1883 års psalmbokskommitté och 1888 års kyrkohandbokskommitté och gjorde genom dem ett grundläggande arbete för psalmbokens,  psalmsångens och gudstjänstens liturgiska förnyelse i Svenska kyrkan.
Han var son till prosten Magnus Ullman och Magdalena Hegardt och från 1872 gift med Friedrike Wilhelmine Anna von Pieverling samt far till  Johannes Ullman och farbror till Sigfrid Benjamin Ullman och Lechard Elis Ullman. Han var brorsons son till prosten Erik Erland Ullman. Han blev student vid Uppsala universitet 1855, filosofie doktor 1863, teologie kandidat och prästvigd 1869. 
Ullman finns bland annat representerad i Den svenska psalmboken 1986 med bearbetningen av ett verk (nr 554). Sin stora insats gjorde Ullman genom sitt arbete för gudstjänstlivets förnyelse och främst med den nya kyrkohandbok för Svenska kyrkan som antogs 1894. Den innebar en vändning från den upplysningspräglade och liturgiskt nedtonade kyrkohandboken 1811 till en historisk återknytning till gudstjänstens hävdvunna moment. Han fick stort inflytande genom sin bok Evangelisk-luthersk liturgik, från 1874–1875, där han eftersträvade en omväxlande och spännande utformad av ny liturgi, med en omväxling i böner, musik, texter och liturgiska färger. Han såg liturgin som en sammanhållen teologisk enhet och som ett allkonstverk och en mötesplats mellan Gud och människan . Boken är utgångspunkten för det liturgiska förnyelsearbete som präglat Svenska kyrkan under hela 1900-talet. Ullman var starkt påverkad av Martin Luther och tyska nylutherdomens teologi och liturgi, av bland andra Wilhelm Löhe och den teologiska fakulteten i Erlangen, där han studerat i flera år.
Ullman valdes 1891 in som hedersledamot vid Södermanlands-Nerikes nation och vid Göteborgs nation i Uppsala. Han var ledamot av Kungl. Vetenskaps- och Vitterhets-Samhället i Göteborg.
Ullman var lektor vid Göteborgs latinläroverk, prebendekyrkoherde i Lundby församling på Hisingen under åren 1872–1889. Ullman var en driven tecknare och ett av Ullmans porträtt återutgavs i Paul Peter Waldenströms bok Minnesanteckningar 1838-75.
Makarna Ullman är begravda på Gamla kyrkogården i Strängnäs.

## Psalmer
- Sörj för mig, min Fader kär (1921 nr 592, 1986 nr 554) översatt 1896.